# Gundelfingen an der Donau
Gundelfingen an der Donau is een plaats in de Duitse deelstaat Beieren, gelegen in het Landkreis Dillingen an der Donau. De stad telt 7.882 inwoners.

## Geografie
Gundelfingen an der Donau heeft een oppervlakte van 53,97 km² en ligt in het zuiden van Duitsland.
Sinds 1970 heeft Gundelfingen an der Donau drie zustersteden, Beek in Nederlands-Limburg, Louverne en La Chapelle-Anthenaise in Frankrijk.

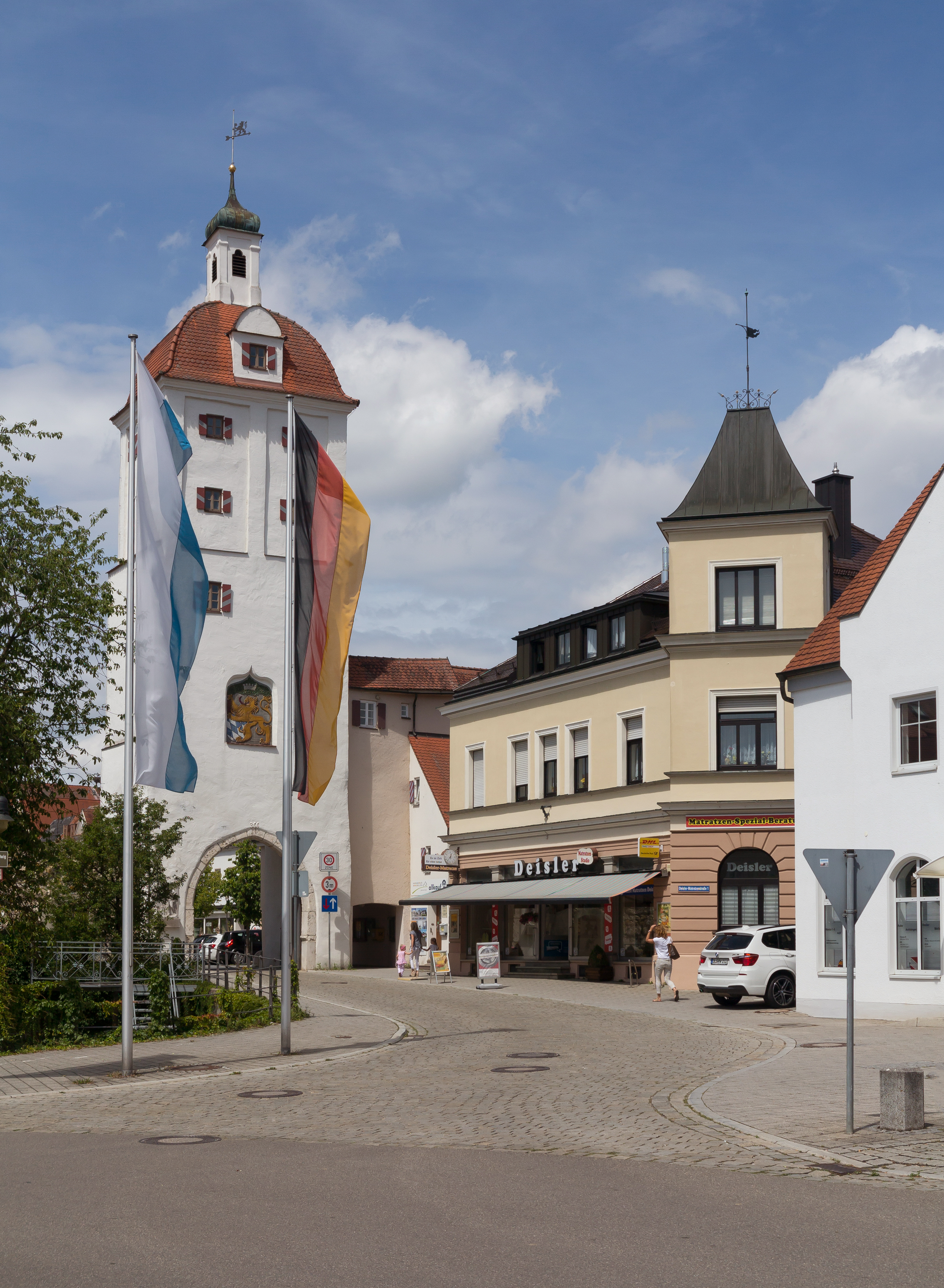
Stadspoort: Unteres Tor

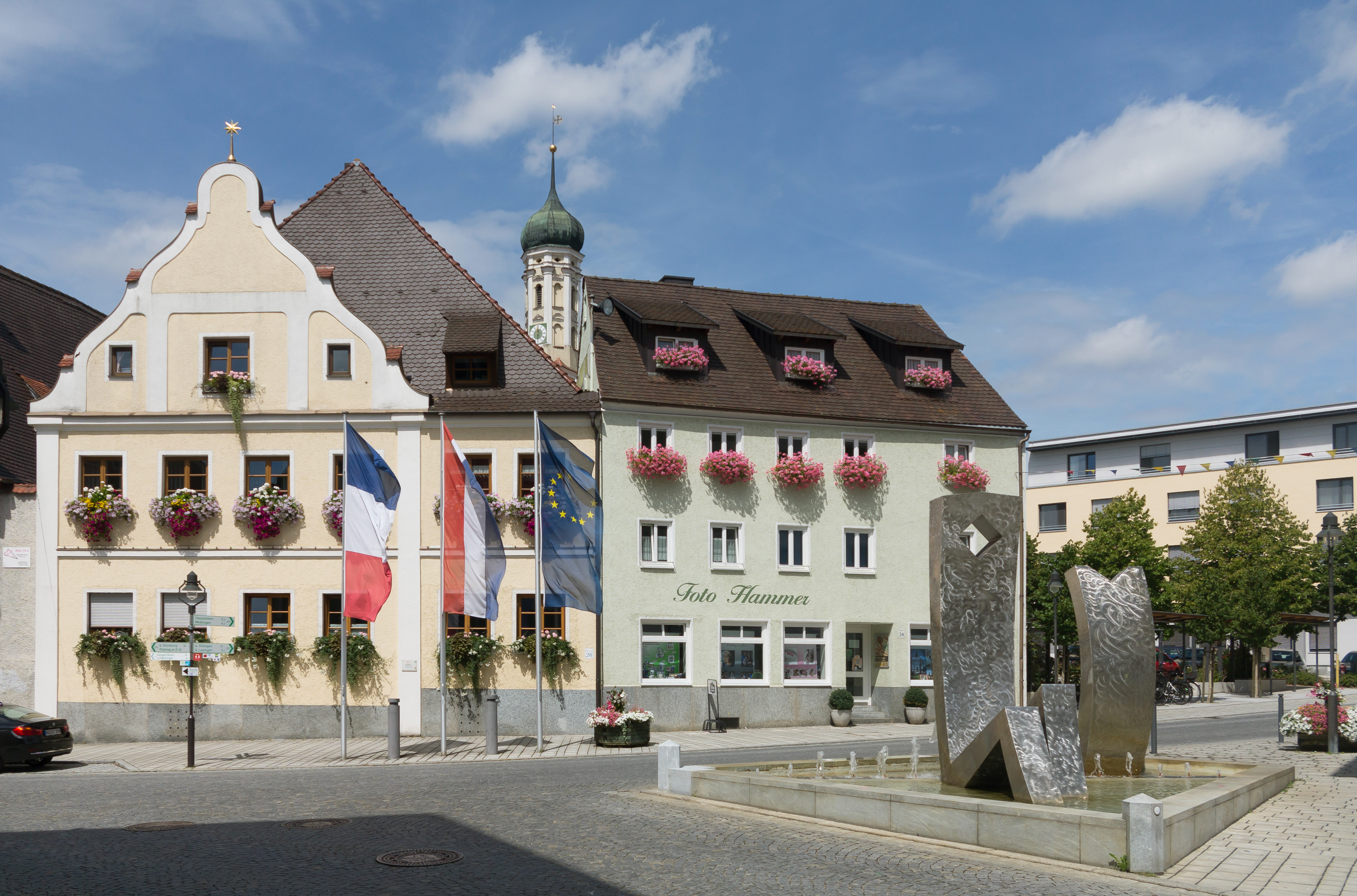
Sculptuur met het voormalige Gasthaus

## Partnersteden
- Beek

Aislingen ·
Bachhagel ·
Bächingen an der Brenz ·
Binswangen ·
Bissingen ·
Blindheim ·
Buttenwiesen ·
Dillingen an der Donau ·
Finningen ·
Glött ·
Gundelfingen an der Donau ·
Haunsheim ·
Höchstädt an der Donau ·
Holzheim ·
Laugna ·
Lauingen (Donau) ·
Lutzingen ·
Medlingen ·
Mödingen ·
Schwenningen ·
Syrgenstein ·
Villenbach ·
Wertingen ·
Wittislingen ·
Ziertheim ·
Zöschingen ·
Zusamaltheim